# Фестиниогская железнодорожная почта
Фестиниогская железнодорожная почта (англ. Festiniog Railway Letter Service — Служба доставки писем Фестиниогской железной дороги) — официально разрешённая почтовая служба железнодорожной сети Великобритании для отправки и передачи писем в рамках Фестиниогской железной дороги, при определённых обстоятельствах также доставляющая письма непосредственно адресатам.

## Описание
Служба функционирует на узкоколейной Фестиниогской железной дороге и Валлийской нагорной железной дороге (Welsh Highland Railway) в северном Уэльсе. Аналогичные службы работают на Талиллинской железной дороге (англ. Talyllyn Railway) и на других старинных железных дорогах Великобритании. Такую же услугу до 1984 года оказывала железнодорожная компания British Rail, будучи правопреемником многих вошедших в неё железнодорожных компаний, подписавших в 1891 году договор с почтовым ведомством Великобритании. При этом именно British Rail регламентировала условия и тарифы совместно с почтовым ведомством.

## Регламентация
Служба доставки писем железными дорогами подробно регламентирована в Руководстве почтового ведомства (Post Office Guide). В его редакции, сделанной в июле 1969 года (2-е дополнение, август 1969), сообщалось, что эта услуга предусмотрена на железнодорожных станциях следующих дорог:
- British Rail;
- железной дороги Равенгласс и Эксдэйл (англ. Ravenglass and Eskdale Railway);
- «Фестиниог Рэйлвэй» (только летом);
- Талиллинской железной дороги[1] (только летом) и
- Североирландской железной дороги (англ. NI Railways).

## История
Служба впервые появилась в 1891 году, когда «Фестиниог Рэйлвэй Компани» подписала договор о перевозке по железной дороге писем. Договор был заключён почтовым ведомством Великобритании с большинством британских железнодорожных компаний, действующих через Железнодорожную расчётную палату (англ. Railway Clearing House). В договоре зафиксированы, во-первых, условия, на которых разрешается функционировать службе, и, во-вторых, предоставление особых знаков почтовой оплаты (железнодорожных марок), в виде наклеек (labels), поставка которых осуществляется каждой железнодорожной компанией-участницей и которые должны наклеиваться на лицевой стороне конверта. Железнодорожные письма должны оплачиваться почтовым сбором для отправлений британского почтового ведомства первого класса в полном объёме, а также дополнительно сбором за отправление железнодорожной почтой. Этот договор, позволяющий более быструю перевозку писем по сравнению с обычной почтовой службой, вступил в силу по всей стране 1 февраля 1891 года, а компания «Фестиниог Рэйлвэй» подписала его 28 мая 1891 года. Принадлежащий компании экземпляр договора уцелел и был обнаружен в 1968 году архивариусом компании. Главный почтмейстер подтвердил, что договор 1891 года между «Фестиниог Рэйлвэй» и почтовым ведомством остаётся в силе, и служба была воссоздана 28 мая 1969 года.
Железнодорожные письма «Фестиниог Рэйлвэй» вначале принимались при наличии персонала на следующих станциях:
- Портмадог (Porthmadog),
- Дуалт (англ. Tan-y-bwlch) и
- Тан-и-бвулч (англ. Tan-y-bwlch),
- а также в поездах.

В рамках службы пересылки писем железной дорогой письмо передавалось с поезда на поезд и с одной железной дороги на другую до тех пор, пока в конце концов адресат не получал его прямо на станции, либо оно не отправлялось почтой на ближайшей к адресату железнодорожной станции. Первоначальное коммерческое преимущество этой системы заключалось в том, что она была быстрее и надёжнее обычной почты. Любой человек, которому нужно было срочно переправить важный документ в другое место (как правило — в Лондон), мог справиться в справочнике Брэдшоу (Bradshaw) и найти ближайший поезд, проходящий через местную станцию с возможностью пересадки в поезд, следующий до Лондона (или куда-либо ещё), а затем сдать письмо на местной станции с уверенностью в том, что получатель письма (оповещённый по телефону или по телеграфу) сможет получить его по прибытии указанного поезда. Почтовое ведомство Великобритании настояло на оплате обычного почтового тарифа путём наклеивания почтовых марок Великобритании дополнительно к железнодорожному сбору за пересылку письма, и это условие сохраняется до сих пор.
Устав от частого повышения тарифа (в размере одного пенни) со стороны компании British Rail (сама компания давно отказалась от использования железнодорожных марок или наклеек с напечатанным номиналом), традиционные железные дороги стремились изменить ситуацию. 3 июня 1974 года в силу вступил новый договор между почтовым ведомством, Ассоциацией малых железных дорог (Association of Minor Railways), компанией British Rail и Североирландской железной дорогой. Договор разрешал малым железным дорогам (Association of Independent Railways Ltd) устанавливать тарифы самостоятельно. По договору выиграла и компания British Rail, поскольку она больше не должна была принимать письма от малых железных дорог без уплаты дополнительного тарифа. Изменившиеся коммерческие обстоятельства привели к полному выходу British Rail из этой общенациональной системы 8 июня 1984 года. «Фестиниог Рэйлвэй» и другие традиционные железные дороги продолжили оказание этой услуги. По настоянию Королевской почты (англ. Royal Mail) 18 декабря 1998 года было заключено новое соглашение — отдельный договор между Королевской почтой и каждой традиционной железнодорожной компанией-участницей.

## Марки и КПД
Дизайн железнодорожных марок (наклеек) для оплаты сбора за пересылку писем Фестиниогской железной дорогой (FR Railway Letter Fee) разработал в добровольном порядке для восстановленной службы архивариус компании «Фестиниог Рэйлвэй» Майкл Сеймур (Michael Seymour), равно как и рисунки всех последующих марок и художественных штемпелей гашения до его смерти в феврале 1999 года. Эти марки, а также многие более поздние выпуски печатались типографией «Т. Стивенсон и сыновья» (T. Stephenson & Sons Ltd.).
Кроме того, были введены филателистические по своему предназначению конверты первого дня (КПД). Более 30 лет конверты издавались для всех коммеморативных эмиссий британского почтового ведомства и региональных выпусков Уэльса, равно как и для эмиссий «Фестиниог Рэйлвэй» по случаю специальных событий на железной дороге. В последнее время выпускаются только марки «Фестиниог Рэйлвэй» по случаю специальных событий в истории «Фестиниог Рэйлвэй».
До 1974 года сбор за отправление железнодорожного письма (по сложной системе тарификации) устанавливался компанией British Rail и часто менялся без предупреждения и извещения. Так, базовый тариф был увеличен с 1 шиллинга 2 пенсов до 1 шиллинга 3 пенсов, с немедленным вступлением в силу 26 мая 1969 года — всего лишь за два дня до возобновления этой службы на Фестиниогской железной дороге. К счастью, «Фестиниог Рэйлвэй» побеспокоилась о запасах марок номиналом в 1 пенни, 6 пенсов, 1 шиллинг и 1 шиллинг 2 пенса. Вскоре в типографии были заказаны дополнительно марки номиналом в 1 пенни и новые марки номиналом в 1 шиллинг 3 пенса.
В конце XIX века многие британские железнодорожные компании оказывали такую услугу и многие из них выпускали специальные железнодорожные марки (наклейки) для железнодорожных писем в соответствии с договором. Со временем большинство компаний, включая British Rail, перешли к употреблению бандерольных этикеток, часто с вписанной от руки стоимостью пересылки, а позднее — к использованию резиновых штампов.

## Филателистические аспекты
В кругах филателистов подобные марки частных железных дорог обычно классифицируются как «синдереллы».
Образцы марок сбора за отправление писем железной дорогой ранней викторианской эпохи, а также более позднего времени, можно видеть в Национальной филателистической коллекции (англ. National Philatelic Collection) в Лондоне. В первый день возобновления службы доставки писем от имени Фестиниогской железной дороги было отправлено королеве Великобритании Елизавете II железнодорожное письмо с листами марок. Позднее был получен ответ о том, что королева с благодарностью приняла марки для включения в Королевскую филателистическую коллекцию.